# Arthrocardia
Arthrocardia Decaisne, 1842 é o nome botânico de um gênero de algas vermelhas pluricelulares da família Corallinaceae, subfamília Corallinoideae.
- Algas marinhas. São encontradas no sul da Africa, sul da Austrália, Brasil e uma espécie é encontrada na costa oeste da América do Norte.

## Sinonímia
- Duthiea Manza, 1937

## Espécies
Atualmente apresenta 10 espécies taxonomicamente válidas, entre elas:
- Arthrocardia corymbosa (Lamarck) Decaisne, 1842: 359
- Lista de espécies do gênero Arthrocardia